# Amédée Cortier
Pour les articles homonymes, voir Cortier.
Amédée Cortier ou Amadeus Cortier, né à Gand le 4 octobre 1921 et mort dans la même ville le 11 février 1976, est un peintre et graphiste belge.
Il s'adonne à l'expressionnisme dans les années 1940, pour ensuite évoluer vers le cubisme, et enfin l'abstraction à partir des années 1960. Il est l'un des représentants les plus importants du néo-constructivisme en Belgique. Avec ses œuvres épurées du début des années 1960, il est l'un des précurseurs des tendances internationales dans lesquelles la couleur se trouve au centre des préoccupations. Son travail de l'époque est généralement considéré comme étant de la peinture analytique (Geplante ou Analytische Malerei en Allemagne, Nouvelle Peinture en France ; Nuova Pittura en Italie). L'une des caractéristiques de ce mouvement est le réexamen complet des principes fondamentaux de la peinture (comme dans le cas de Cortier, la couleur). Dans sa dernière période, son travail atteint les limites de l'art abstrait, en ne laissant que la couleur seule rayonner dans l'espace, sans que la forme ait aucune importance.

## Biographie
Cortier a toujours habité à Gand. Son mariage avec Yvonne Laloyaux est resté sans enfant. Il étudie à l'Académie royale des beaux-arts de Gand de 1936 à 1942. Pour subvenir à ses besoins, il est peintre en bâtiment. Il a donc constamment affaire à une surface, une couleur ou un volume dans un espace architectural, ce qui a sans aucun doute influencé son œuvre picturale, par exemple lorsqu'il désire limiter la peinture à une pure présence de couleur dans un espace quotidien réel, ou comme Cortier le dit « dans la maison dans laquelle nous vivons ». Il peut être considéré comme un artiste environnemental, qui place l'œuvre dans l'entièreté de l'espace environnant. D'autres liens avec sa profession de peintre en bâtiment se remarquent dans son attention particulière pour la couleur et l'impact qu'ont les zones de couleurs unies (notamment les murs peints) les unes sur les autres, dans son savoir-faire perfectionniste en tant que peintre, ainsi que dans l'absence des coups de pinceau ou de brosse dans un travail maîtrisé et sensible.
Cortier est décrit par ses amis comme étant un travailleur autonome et silencieux, ainsi qu'un homme de nature contemplative et méditative mais qui attache néanmoins une valeur essentielle aux sentiments (comme le montre son utilisation profondément personnelle de la couleur). Sa modestie, son savoir-faire et son intégrité en tant que peintre sont d'une importance capitale, et il a réussi à réaliser une œuvre impressionnante dans des conditions difficiles et dans un isolement relatif.

## Évolution de son œuvre
L'œuvre de Cortier s'épure constamment à mesure qu'il avance dans sa carrière : du post-expressionnisme jusqu'aux panneaux en relief unicolores,,. Dans les années 1940, il réalise des paysages marins, urbains ou des natures mortes dans la tradition expressionniste, surtout sous l'influence de Constant Permeke. Durant la décennie suivante, ses natures mortes et portraits de femmes prennent une tournure cubiste. Déjà, les surfaces colorées prennent de plus en plus de place dans des compositions qui perdent leur illusion de profondeur. Les natures mortes se réduisent à des abstractions. À partir des années 1960, Cortier met fin à sa période figurative et il ne reste plus dans ses compositions que des surfaces colorées unies. Il réalise des compositions dans lesquelles plusieurs surfaces de couleurs s'entrecroisent ; il explore la monochromie, et il réalise enfin des panneaux sur lesquels les limites des zones colorées sont uniquement indiquées par le relief du support. En fin de compte, la couleur devient le tableau. La couleur devient également un objet tridimensionnel dans l'espace, grâce aux panneaux en relief (qui sont également peints au verso). Dans ses dernières œuvres, Cortier va au-delà de l'abstraction en plaçant la couleur comme seul élément actif qui donne vie à l'espace. Cette évolution a été alimentée par la méditation et par une poursuite délibérée d'une réalité spirituelle qui circule dans l'espace.

## Influences
Amédée Cortier admirait beaucoup la façon dont Mark Rothko traite la frontière entre la couleur et la forme, avec une utilisation sensible de la couleur,. En 1976, Peter Struycken compare le traitement de la couleur de Cortier à celui d'Ellsworth Kelly. Mais bien que son œuvre comporte des similitudes avec le Hard edge américain et le Colorfield Painting, Cortier ne connaissait pas ces mouvements à l'époque. Cela a changé après son voyage aux États-Unis en 1970. Il existe également des points communs entre ses compositions et celles de Barnett Newman : ils utilisent par exemple tous deux des lignes qui se font oublier et ne perturbent donc pas l'unité de la surface. Les compositions de Cortier ont la même portée spirituelle que celles de ses contemporains américains, Mark Rothko, Barnett Newman et Ad Reinhardt. La principale différence réside dans le fait que Cortier a restreint son œuvre à la couleur, tandis que dans le Hard edge et le colorfield painting, la forme reste un aspect important de la composition. Cortier considère Kelly, Newman et Stella comme des personnes qui travaillent et non des personnes qui peignent.
Cortier a beaucoup apprécié le travail abstrait de Piet Mondrian, en raison de la puissance de la composition, de la couleur uniforme de la surface plane, et de la possibilité d'organiser l'espace au moyen des couleurs. Il considère comme d'autres peintres (comme Jo Delahaut) que le néoplasticisme, mieux que l'abstraction lyrique, est un langage universel, transcendant, par une méthode de représentation presque mathématique. L'œuvre de Mondrian et celle de Cortier connaissent en outre une évolution similaire, de la figuration à l'abstraction de plus en plus épurée. Cortier a également reconnu l'importance de l'œuvre de son compatriote Victor Servranckx qui a intriqué des surfaces géométriques colorées dans ses compositions abstraites des années 1920.

## Collections
Les œuvres d'Amédée Cortier sont présentes dans les collections de plusieurs musées belges : le SMAK à Gand, le Musée Royal des Beaux-Arts d'Anvers, le Musée René Magritte - Musée d'Art Abstrait à Bruxelles, ainsi qu'au Musée Groeninge de Bruges. Plusieurs musées aux Pays-Bas, comme le Bonnefantenmuseum de Maastricht ou le château de Wijlre près de Gulpen), conservent également des œuvres d'Amédée Cortier.

## Expositions
- 20 mai - 22 juillet 2018 : Galerie Ronny Van de Velde, Huib Hostes Huis, Knokke ; catalogue en ligne : en ligne